# 123 Importados
123 Importados fue una tienda en línea con sede en São Paulo, Brasil, que afirmaba vender productos electrónicos y electrodomésticos, pero que luego fue identificada como un fraude en línea. El 30 de junio de 2020, ocho sospechosos vinculados a 123 Importados fueron arrestados.

## Descripción
123 Importados, que operaba en la dirección web 123importados.com, era una tienda en línea que ofrecía productos electrónicos y electrodomésticos —principalmente televisores, computadoras y refrigeradores— a precios muy por debajo del valor de mercado. Por ejemplo, un refrigerador Electrolux se ofrecía en el sitio por 1,000 reales brasileños, mientras que su precio promedio en otras tiendas rondaba los 2,800 reales. La única forma de pago disponible era mediante boleto bancario, y los plazos de entrega podían extenderse hasta noventa días.

## Historia

### Antecedentes
Según una investigación de la Policía Civil de São Paulo, el grupo detrás de 123 Importados cometió fraude bancario mediante préstamos en 2019. Las investigaciones comenzaron en noviembre de ese año; los miembros fueron arrestados por lavado de dinero a través de préstamos y otras operaciones utilizando empresas fantasma. Cinco personas fueron detenidas y se incautaron cincuenta vehículos comprados con las ganancias del fraude.

### Lanzamiento y reacción del público
El 17 de diciembre se registró el dominio 123importados.com. El 7 de enero se constituyó Online Intermediações LTDA como persona jurídica, con una dirección en un edificio dedicado al alquiler de salas de reuniones. La empresa se fundó con un capital de 1,000 reales brasileños, y su socio era Felipe Inocêncio da Silva, condenado por tráfico de drogas y delitos relacionados en 2009. 123 Importados afirmaba que el sitio web comenzó a operar en enero de 2020;sin embargo, según un informe de Netcraft, el sitio fue detectado por primera vez en línea en febrero de 2020.
123 Importados había comenzado a anunciarse en los principales canales de televisión y periódicos,como Band y RedeTV!, lo que, según los consumidores, le dio credibilidad a la tienda.[2] Después de esto, varios sitios web señalaron que probablemente se trataba de una estafa. Los principales factores que generaban sospechas eran el largo plazo de entrega, la modalidad de pago (solo boleto bancario) y los precios extremadamente bajos.El sitio fue expuesto en el segmento Patrulha do Consumidor, conducido por Celso Russomanno en el programa Cidade Alerta. El 13 de junio, Russomanno intentó contactar en vivo al dueño de 123 Importados, pero al no lograrlo, llamó a la esposa del propietario, quien comenzó a insultarlo. Durante el programa, el sitio fue dado de baja y se publicaron mensajes dirigidos a Russomanno.

### Investigación
El 30 de junio de 2020, la policía lanzó un operativo en Jaú, Mauá y São Paulo contra el grupo sospechoso de perpetrar el fraude, ejecutando ocho órdenes de arresto y doce de allanamiento e incautación. Los sospechosos fueron trasladados a la sede del Departamento Estatal de Investigaciones Criminales (Deic). Se incautó una camioneta Jaguar valuada en 500,000 reales.El 6 de julio, la Policía Civil arrestó en Jaú a un hombre que intentaba reorganizar el grupo. Fue acusado de fraude y asociación criminal, convirtiéndose en la novena persona detenida en relación con el esquema.
123 Importados estafó a más de 10,000 personas en Brasil y, según la investigación de la Policía Civil, el perjuicio ocasionado por el grupo podría alcanzar los 10 millones de reales.